# حسن المسعود
حسن المسعود (مواليد عام 1944 النجف)، وهو خطاط عراقي.

## سيرة

### البداية
ولد الخطاط حسن المسعود في عام 1944 بمدينة النجف في جنوب العراق، وهو في السن الطفولة رأى خطوط خاله الخطاط الهاوي ولاقى تشجيع ومساندة المعلمين والاساتذه الفنانين في المدرسة الابتدائية والمتوسطة.
في عام 1961 توجه إلى بغداد للعمل مع الخطاطين البغداديين. فتعلم الأساليب التقليدية للخط العربي والأدب المحيط بعالم الخط.

### باريس
في عام 1969 سافر إلى باريس ليدرس الرسم والتصوير الزيتي في المدرسة العليا للفنون الجميلة «البوزار». فمكث فيها خمس سنوات، وقام باعمال بسيطة للخط العربي لدفع مصاريف الدراسة، ومنها حصل على الدبلوم العالي في الفنون التشكيلية.

### رحلات
عند عودته درس الخط العربي القديم بشكل واسع وعبر وثائق وصور عن الخط في العراق.
في الثمانينات، سافر لمرتين إلى كل من تركيا ومصر ليلتقي بالخطاط حامد الامدي في إسطنبول وبعض خطاطي مصر في القاهرة. وعمل الكثير من الصور للخطوط في المعالم المعمارية. ودرس وثائق عديدة في المكتبات والمتاحف. وعبر الوثائق في المتاحف. وماهو باق من الخطوط على الجدران للمعالم المعمارية، استطاع حسن المسعود ان يتعرف على أهم منتجات الخطاطين ما بين القرن التاسع والقرن التاسع عشر. الف عام من الابداع للخطاطين على اتساع الدولة الإسلامية الكبيرة.

## طريقة فريدة
منذ عام 1972، مارس حسن المسعود باستمرار الخط امام الجمهور بمعدل لقاء واحد كل اسبوع. استعمل حسن المسعود الأجهزة المعاصرة لتصوير الخط، عند عمله ويرسل مكبرا على شاشة كبيرة، امام عيون المشاهدين كما في السينما.
عمل دورات تدريبية للخط العربي واللاتيني منذ سنوات.
التقى حسن المسعود بخطاطين من تقاليد مختلفة. وعرضت خطوطه في متحف اوساكا باليابان وعمل خطوط امام الجمهور بنفس المتحف. والتقى بخطاطين يابانيين وعمل معهم بهدف معرفة كنه اعمالهم. وماهو جوهري ومهم في الخط الياباني. وما هي إمكانيات التقائه بالخط العربي، كما التقى وعمل مع خطاطين من الصين في باريس. بهدف اثراء تجربته في تطوير الخط.

## عروض

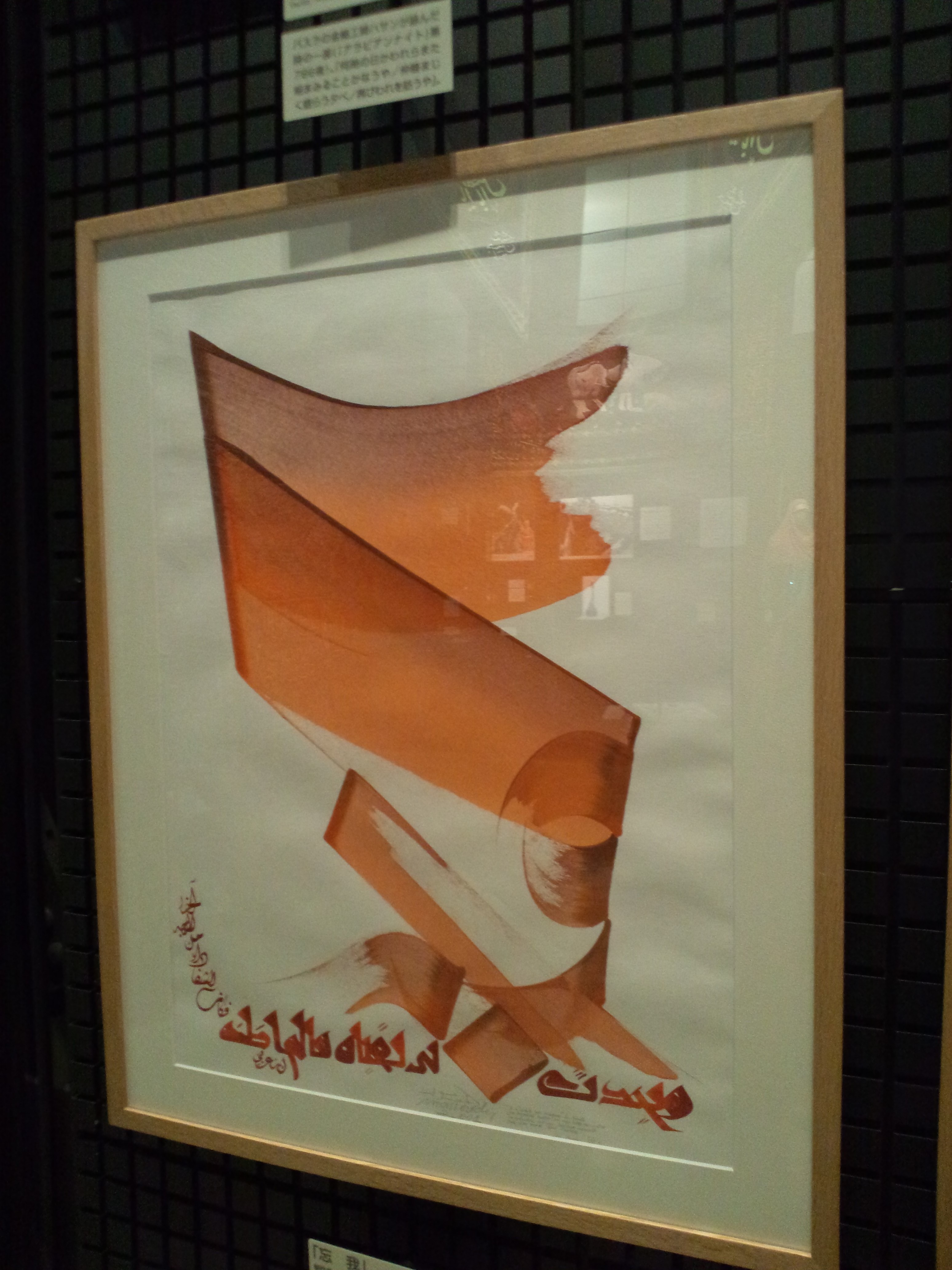
الوجد 2011

منذ الثمانينات، عرض حسن المسعود أعماله الخطية في أماكن ثقافية بمختلف الدول الاوربية،
خطوط حسن المسعود دخلت ضمن مجموعات متاحف عديدة في العالم: منها المتحف البريطاني. ومتحف الشارقة. ومتحف كه برانلي في باريس. ومتحف اوساكا في اليابان، وعدة متاحف هولندية...
ـ له موقع على الإنترنت يتناول آخر الأخبار ومعلومات عن الكتب والمعارض والعديد من الخطوط الحديثة.
في عام 1995، شارك في تصميم المسرح المعد لرقصة باليه 'سليم' مع الراقص قادر بلعربي من أوبرا باريس والمغنية حورية عايشي على تصميم رقص من كاليمينيس. ومنذ ذلك الوقت واصل مسعودي العيش في فرنسا.
في العام 2017 أقام معرضاً منفرداً في غاليري “سوندارام طاغور” في مدينة نيويورك تحت عنوان “الكلمات، النَّفَس، الإيماءة”، ولاحقاً أُقيم المعرض نفسه في “غاليري أكتوبر” في لندن.

## منشورات
لقد ألف عشرين كتابًا عند دور نشر كبيرة في باريس. كتب عن الخط العربي القديم أو كتب تتناول خطوطه كلوحات. أو الخطوط التي عملها مع نصوص من الأدب العربي. وبعض كتبه مترجمة إلى لغات أخرى. كما عرضت أفلام عن أعماله في قنوات تلفازية عالمية.
في عام 1980 صدر لهُ كتاب «الخط العربي» عند دار نشر فلاماريون بباريس، باللغتين العربية والفرنسية. ضمنه خلاصة بحوثه في الجوانب التقانيّة والجمالية والاجتماعية لهذا الفن العربي الخالص. ولا زال يعاد طبعه لحد اليوم.
في العام 1986 صدر له كتاب ثانٍ حمل عنوان (حسن المسعود الخطاط).
- كتابٌ بعنوان «خطوطٌ في الحبّ» عن دار الساقي العام 2017.[8]

## فنه
وجوده في أوروبا منذ عام 1969 جعله يهتم بالخط اللاتيني. فتعلم عدة اساليب من هذا الخط. ويعطي الآن دروسا ً للاخرين عن كيفية استعمال الخط اللاتيني كوسيلة تعبير فني.
على الرغم من كون أعمال حسن المسعود آتية من الخط العربي، فأنها تبدوا بمظاهر تشكيلية حديثة. وتعكس العصر الذي نعيش فيه. فهو يستعمل ألوان مستمدة من ديكور الزمن الحالي. يحضرها حسب وصفات قدماء الخطاطين، من المساحيق الملونة المتوفرة حاليا ً والصمغ العربي. وكذلك يحضّر هو نفسه ألآت الخط من القصب، وأخرى حديثة يبتكرها.
تشكيلاته الخطية يبنيها كتماثيل عالية في الهواء الطلق. ديناميكية الحروف في لوحاته مستلهمة من الاجواء التي يعيشها. فقد امضى أكثر من ثلاثين عاما في العمل الفني مع ممثلين وراقصين وموسيقيين. يستعمل الخط كوسيلة تعبيرية مع الفنون الأخرى. بهدف دفع الخط العربي إلى عوالم جديدة. وكذلك لعكس احساساته كفرد يعيش في أوروبا ولكنه على اتصال مستمر مع الشرق.